# Christianisme au XVIIIe siècle

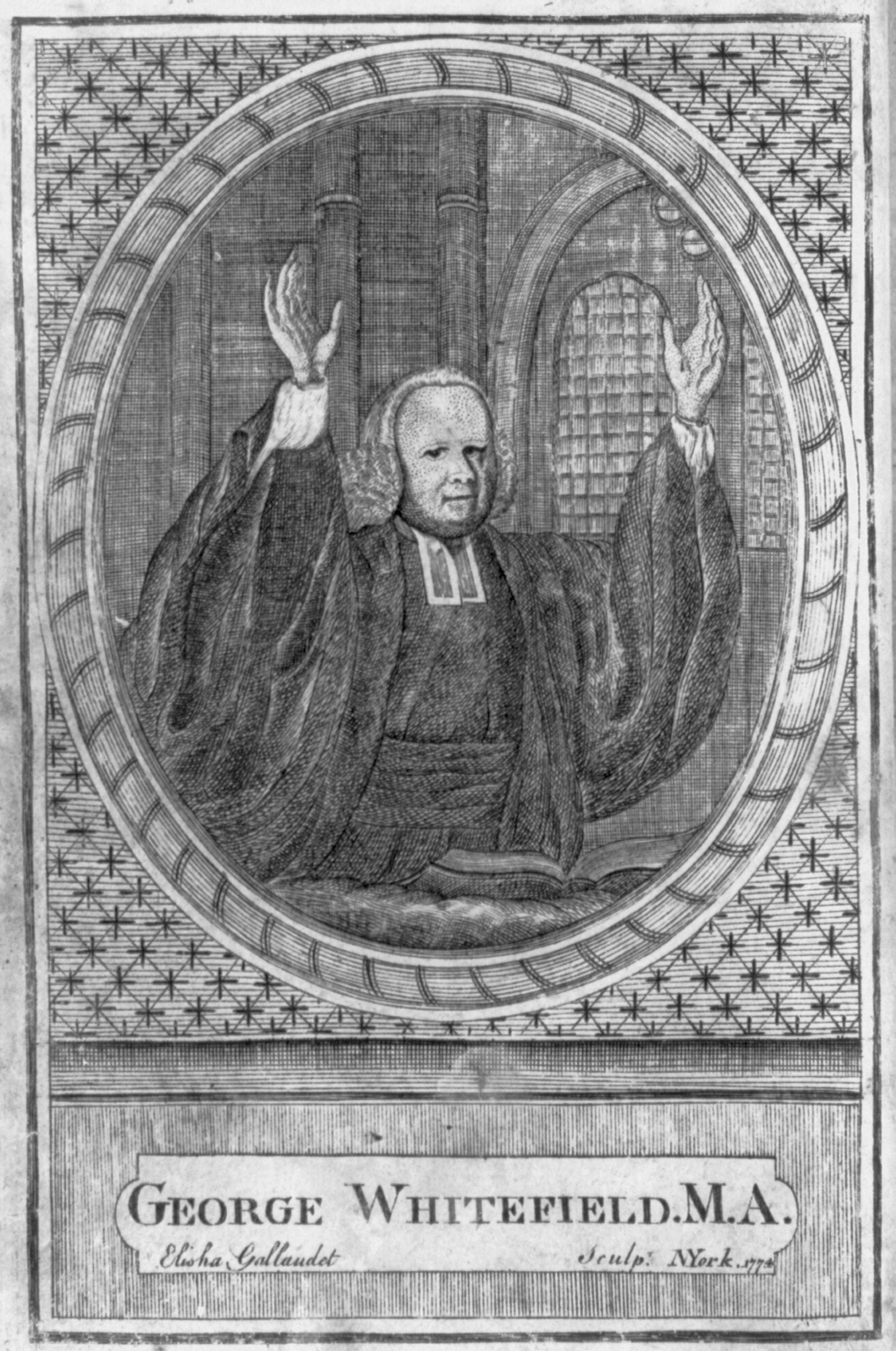
George Whitefield, leader du premier grand réveil

Le christianisme au XVIIIe siècle est marqué par le premier grand réveil en Amérique, ainsi que par l'expansion des empires espagnol et portugais dans le monde, qui a contribué à propager le catholicisme.

## Piétisme protestant, évangélisme

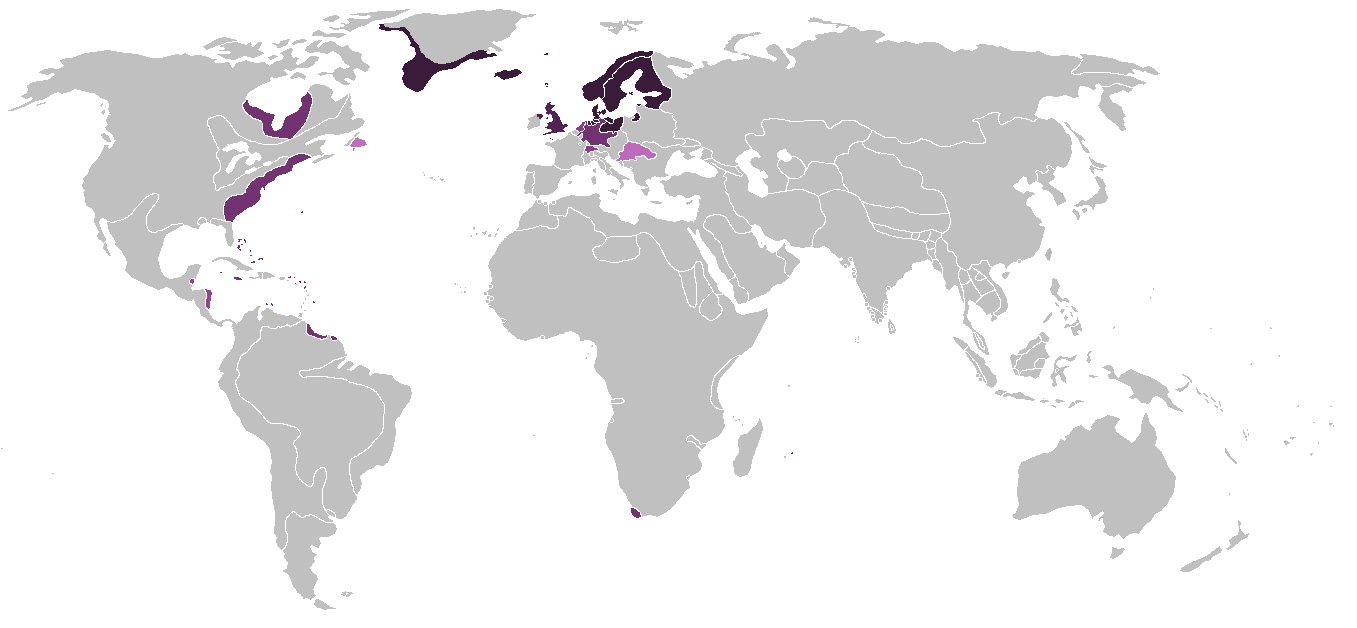
Le protestantisme dans le monde, 1710

L'historien Sydney E. Ahlstrom a identifié un «grand bouleversement protestant international» à l'origine du piétisme en Allemagne et en Scandinavie, du renouveau évangélique, du méthodisme en Angleterre, et du premier grand réveil dans les colonies américaines. Ce puissant mouvement évangélique populaire a déplacé l'accent de la formalité vers la piété intérieure. En Allemagne, c'était en partie une continuation du mysticisme qui avait émergé à l'époque de la Réforme. Son chef était Philipp Spener (1635-1705). Il minimisait le discours théologique et croyaient que tous les ministres devraient avoir une expérience de conversion. Il s'agissait aussi d'accorder aux laïques une place plus importante dans les affaires de l'Église. Les piétistes ont souligné l'importance de la lecture de la Bible. August Hermann Francke (1663-1727) fut un autre leader important qui fit de l'université de Halle le centre intellectuel de ce mouvement,. Le piétisme était le plus fort dans les églises luthériennes et était également présent dans l'église réformée néerlandaise. En Allemagne, cependant, l'Église réformée était sous le contrôle étroit du gouvernement, qui se méfiait du piétisme. De même en Suède, l'Église luthérienne de Suède était tellement légaliste et intellectuellement orientée qu'elle a écarté les demandes piétistes de changement. Le piétisme continue d'avoir une influence sur le protestantisme européen et le missionnariat lui a donné une portée mondiale. 
Le même mouvement vers la piété individuelle a été appelé évangélisme en Grande-Bretagne et dans ses colonies. Les chefs les plus importants étaient les méthodistes John Wesley, George Whitefield et l'écrivain Charles Wesley,,. Ces mouvements eurent principalement lieu à l'intérieur des églises d'État établies, mais certains d'entre eux aboutirent à une indépendance partielle, comme dans le cas des réveils méthodistes et wesleyens.

### Le grand réveil américain
Le premier grand réveil était une vague d'enthousiasme religieux parmi les protestants qui a balayé les colonies américaines dans les années 1730 et 1740, laissant un impact permanent sur la religion américaine. Jonathan Edwards, peut-être l'intellectuel le plus puissant de l'Amérique coloniale, était un leader clé. George Whitefield est venu d'Angleterre et a converti de nombreuses personnes. Le Grand Réveil a mis en avant les vertus réformées traditionnelles de la prédication divine, la liturgie rudimentaire et un profond sentiment de culpabilité personnelle et de rédemption par le Christ. S'éloignant du rituel et de la cérémonie, le Grand Réveil a fait en sorte de rendre la religion personnelle pour le fidèle. 
Il a eu un impact majeur sur la refonte des confessions Congrégationalistes, Presbytériennes, Néerlandaises réformées et Allemandes réformées, et il a renforcé les courants moins importants baptistes et méthodistes. Il a apporté le christianisme aux esclaves et a été un événement apocalyptique en Nouvelle-Angleterre qui a mis à l'épreuve l'autorité établie. Il incitait à la rancune et à la division entre les partisans de cette nouvelle doctrine de l'éveil et les traditionalistes qui insistaient sur le rituel et la doctrine. Il a eu peu d'impact sur les anglicans et les quakers.
Contrairement au deuxième grand réveil qui a commencé vers 1800 et qui a touché les chrétiens n'étant pas rattaché à une Église, le premier grand réveil s'est concentré sur les gens qui étaient déjà membres d'une Église. Le nouveau style de sermons et la façon dont les gens pratiquaient leur foi ont insufflé une nouvelle vie à la religion en Amérique. Les gens sont devenus émotionnellement impliqués dans leur religion, plutôt que d'écouter passivement un discours intellectuel d'une manière détachée. Les ministres qui utilisaient ce nouveau style de prédication étaient généralement appelés « nouvelles lumières », tandis que les prédicateurs d'autrefois étaient appelés « vieilles lumières ». Les gens ont commencé à étudier la Bible à la maison, ce qui a effectivement décentralisé les moyens d'informer le public sur les mœurs religieuses et s'apparentait aux tendances individualistes présentes en Europe pendant la Réforme protestante.

## Le catholicisme

### En Europe
Dans toute l'Europe, l'Église catholique était en position de faiblesse.[réf. nécessaire] Dans les principaux pays, elle était largement contrôlée par le gouvernement. Les jésuites ont été dissous en Europe. Intellectuellement, les Lumières ont attaqué et ridiculisé l'Église catholique, et l'aristocratie n'a reçu que très peu de soutien. Dans l'Empire autrichien, la population était fortement catholique, mais le gouvernement a pris le contrôle de toutes les terres de l'Église. Les classes paysannes continuent d'être pieuses, mais elles n'avaient pas de voix. La Révolution française a eu un impact dévastateur en France, fermant de fait l'Église catholique, saisissant et vendant ses propriétés, fermant ses monastères et ses écoles et exilant la plupart de ses dirigeants. 

#### Les Jésuites

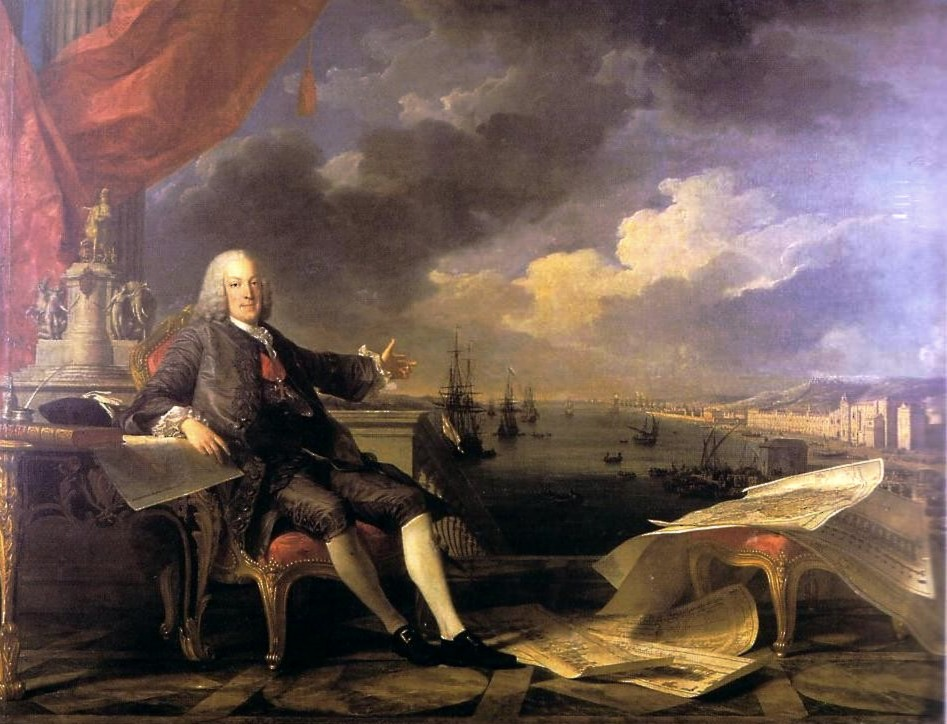
Sebastião José de Carvalho e Melo, marquis de Pombal, "L'expulsion des jésuites" de Louis-Michel van Loo, 1766.

Tout au long de la controverse sur l'inculturation, l'existence même des jésuites a été attaquée au Portugal, en Espagne, en France et au royaume de Sicile. La controverse sur l'inculturation et le soutien des Jésuites aux Natifs d'Amérique du Sud ont alimenté la critique croissante de l'ordre, qui semblait symboliser la force et l'indépendance de l'Église. La défense des droits des peuples autochtones d'Amérique du Sud a entravé les efforts des puissances européennes, en particulier l'Espagne et le Portugal, pour maintenir une domination absolue sur leurs domaines. Le portugais Sebastião José de Carvalho e Melo, marquis de Pombal, était le principal ennemi des jésuites. Le pape Clément XIII a tenté de maintenir les jésuites en vie sans aucun changement : Sint ut sunt aut not sint (« qu'ils soient ce qu'ils sont ou qu'ils ne soient pas »). En 1773, les dirigeants européens se sont unis pour forcer le pape Clément XIV à dissoudre officiellement l'ordre, bien que certains chapitres aient continué à fonctionner. Pie VII a restauré les jésuites par la bulle papale de 1814 Sollicitudo omnium ecclesiarum,. 

### La Révolution française
Les choses se sont encore aggravés avec le violent anti-cléricalisme de la Révolution française. Les attaques directes contre la richesse de l'Église catholique et les griefs qui y sont associés ont conduit à la nationalisation totale des biens de l'Église et à des tentatives de création d'une Église d'État. Un grand nombre de prêtres ont refusé de prêter serment de conformité à l'Assemblée nationale, ce qui a conduit à la proscription de l'Église catholique et à son remplacement par une nouvelle religion du culte de la Raison ainsi qu'un nouveau calendrier républicain français. Pendant cette période, tous les monastères ont été détruits, 30 000 prêtres ont été exilés et des centaines d'autres ont été tués. 
Lorsque le pape Pie VI s'est opposé à la révolution dans la première coalition, Napoléon Bonaparte a envahi l'Italie. Le pape de 82 ans a été fait prisonnier en France en février 1799 et est décédé à Valence le 29 août 1799 après six mois de captivité. Pour gagner le soutien populaire à son règne, Napoléon rétablit l'Église catholique en France par le biais du Concordat de 1801. Partout en Europe, la fin des guerres napoléoniennes à la suite du congrès de Vienne a apporté un renouveau catholique et un regain d'enthousiasme et de respect pour la papauté. 

### Les colonies espagnoles
L'expansion de l'Empire portugais et de l'Empire espagnol, dans laquelle l'Église catholique romaine a joué un rôle important a entrainé christianisation des peuples autochtones des Amériques tels que les Aztèques et les Incas.
En Amérique, l'Église catholique a donné une ampleur plus grande à ses missions mais, jusqu'au 19e siècle, a dû travailler sous les gouvernements espagnols et portugais. Junípero Serra, le prêtre franciscain chargé de cet effort, a fondé une série de missions qui sont devenues d'importantes institutions économiques, politiques et religieuses. 

### En Chine
La bulle du pape Benoît XIV Ex Quo Singulari du 11 juillet 1742 fut une reprise mot pour mot de la bulle de Clément XI et a souligné la pureté des enseignements et des traditions chrétiennes, qui doivent être défendus contre toutes les hérésies. Il était interdit aux missionnaires chinois de participer aux honneurs rendus aux ancêtres, à Confucius ou aux empereurs. Cette bulle a pratiquement détruit l'objectif jésuite de christianiser les classes supérieures influentes en Chine. La politique du Vatican a été la mort des missions en Chine. En 1721, la controverse sur les rites chinois a conduit l'empereur Kangxi à interdire les missions chrétiennes. L'empereur chinois se sentait dupé et refusait de permettre toute modification des pratiques chrétiennes existantes. Il a dit au délégué papal en visite: "Vous avez détruit votre religion. Vous causez le malheur de tous les Européens vivant ici en Chine. " 

### En Corée
Contrairement à la plupart des autres nations, le catholicisme a été introduit en Corée en 1784 par les Coréens eux-mêmes sans l'aide de missionnaires étrangers. Certains érudits Silhak se sont consacrés à une étude intensive de divers textes philosophiques et scientifiques écrits par des érudits chinois et européens. Parmi ces textes figuraient des livres de théologie catholique publiés en Chine par des jésuites. Ils croyaient que le catholicisme complète ce qui manquait au confucianisme. Ces intellectuels sont devenus les premiers chrétiens de Corée. Yi Seung-hun, le premier Coréen qui a été baptisé Pierre à Pékin, a formé une communauté chrétienne à son retour de Chine en septembre 1784. La communauté chrétienne s'est développée rapidement grâce à son ardent dévouement à la mission. Ils ont traduit des livres sur le catholicisme du chinois vers le coréen pour les Coréens et ont constamment appelé le Saint-Siège à envoyer des prêtres pour le peuple coréen. En conséquence, le pape Léon XII a créé le Vicariat apostolique de Corée et a délégué l'œuvre missionnaire aux Missions étrangères de Paris en 1828. Depuis lors, des missionnaires français sont venus secrètement en Corée. En 1846, André Kim Taegon a été ordonné et est devenu le premier prêtre coréen.

## L'Orthodoxie russe
En 1721, le tsar Pierre I a aboli le patriarcat et ainsi l'Église orthodoxe russe est devenue de fait un département du gouvernement, dirigé par un Très Saint Synode composé d'évêques supérieurs et de bureaucrates laïcs nommés par le tsar. 

## Voir également
- Histoire du christianisme
- Histoire du protestantisme